# Henrik Lange (serieskapare)

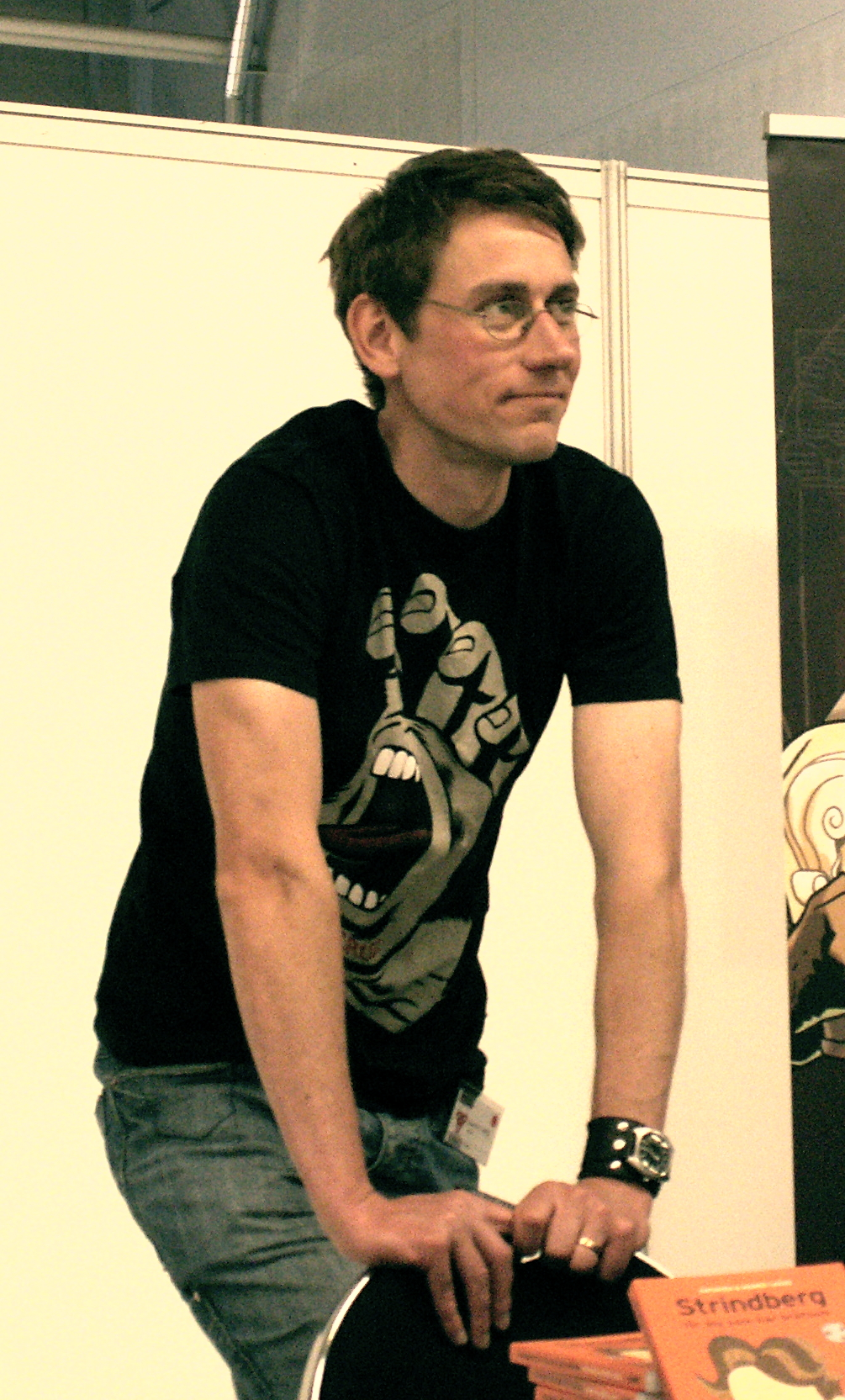
Henrik Lange, på seriemässa i Karlstad maj 2012.

Sven Carl Henrik Lange, född 24 juli 1972 i Göteborg,är en svensk serieskapare och illustratör. Han har producerat ett tiotal album/böcker, däribland 80 romaner för dig som har bråttom (Kartago förlag) med flera "bråttomböcker". 

## Biografi
Henrik Lange är autodidakt som tecknare men har i vuxen ålder vidareutvecklat sig via studier på serietecknarskola och animationsutbildning på Konstfack (Eksjö).
Lange är medarbetare på bland annat Göteborgs-Posten, Dagens Nyheter och Kamratposten, och han är författare till flera barnböcker. Han har också medverkat vid det pedagogiska projektet Ostindiska kompaniet med berättelsen om resan till Kina.
Lange är bosatt i Bollebygd.

## Utmärkelser och stipendier
Lange erhöll 1998 Sveriges Författarfonds resestipendium, år 2000 Sveriges Författarfonds Arbetstipendium samt har även fått stipendium från Tecknarnas fotokopieringsfond.